# Lygia Fagundes Telles
Lygia Fagundes da Silva Telles, właśc. Lygia de Azevedo Fagundes (ur. 19 kwietnia 1923 w São Paulo, zm. 3 kwietnia 2022 tamże) – brazylijska pisarka.

## Życiorys
Już jako nastolatka pisała opowiadania. Pierwszy zbiór opowiadań (Praia Viva) wydała w 1944. Studiowała prawo na Uniwersytecie w São Paulo, pracowała jako urzędniczka i wykładowca akademicki. Jej dorobek obejmuje cztery powieści oraz kilkanaście innych tomów (opowiadania, wspomnienia). W Polsce ukazał się jej debiut powieściowy W kamiennym kręgu (Ciranda de Pedra). Książka na początku lat 80. została przerobiona na serial telewizyjny. Telles była wielokrotnie nagradzana, m.in. w 1974 Nagrodą Jabuti za powieść As Meninas. Była członkiem Academia Paulista de Letras (od 1982) oraz Academia das Ciências de Lisboa (od 1987).

## Powieści
- Ciranda de Pedra (1954) – wyd. pol. W kamiennym kręgu, Wydawnictwo Literackie 1990, tłum. Elżbieta Reis
- Verão no Aquário (1964)
- As Meninas (1973)
- As Horas Nuas (1989)